# 克拉科夫若望保祿二世國際機場
克拉科夫若望保祿二世國際機場（波蘭語：Międzynarodowy Port Lotniczy im. Jana Pawła II Kraków-Balice）是波蘭城市克拉科夫的一座機場，位於克拉科夫市中心以西11公里處。這座機場也是波蘭第二繁忙的機場，僅次於華沙蕭邦機場。克拉科夫機場設立於1964年。2012年，瑞安航空開通茲克拉科夫機場前往各地的航班。

## 外部連結
维基共享资源上的相關多媒體資源：克拉科夫若望保祿二世國際機場
- Airport website （页面存档备份，存于） （英文） （波兰語）
- John Paul II International Airport, Krakow, Poland （页面存档备份，存于）